# Isola Flat
L'isola Flat è un'isola montuosa della Terra Vittoria, in Antartide. L'isola, la cui lunghezza raggiunge i 5,0 km e la cui superficie risulta del tutto coperta dai ghiacci tranne che nella parte settentrionale, si trova in particolare davanti alla costa di Pennell ed è situata all'estremità occidentale della baia di Robertson, tant'è che la sua punta nord-orientale, Capo Barrow, costituisce il confine occidentale della baia. L'isola si trova poi, così come l'isola Turret a ovest di essa, in prossimità dello sbocco sul mare del ghiacciaio Shipley, i cui ghiacci toccano la sua costa occidentale.

## Storia
L'isola Flat (letteralmente, in inglese: "isola Piatta") è stata mappata per la prima volta dal reparto settentrionale della spedizione Terra Nova, nota ufficialmente come "spedizione antartica britannica 1910–1913" e comandata da Victor Campbell, ed è stata così battezzata in virtù dell'aspetto piatto della sua sommità, che raggiunge i 480 m s.l.m.